# Warren Louis Boudreaux
Warren Louis Boudreaux (* 25. Januar 1918 in Berwick, Louisiana; † 6. Oktober 1997) war ein US-amerikanischer Geistlicher und der erste römisch-katholische Bischof von Houma-Thibodaux.

## Leben
Warren Louis Boudreaux empfing am 30. Mai 1942 das Sakrament der Priesterweihe für das Bistum Lafayette.
Papst Johannes XXIII. ernannte ihn am 19. Mai 1962 zum Titularbischof von Calynda und zum Weihbischof in Lafayette. Die Bischofsweihe spendete ihm der Apostolische Delegat in den USA, Erzbischof Egidio Vagnozzi, am 25. Juli desselben Jahres; Mitkonsekratoren waren der Apostolische Administrator von New Orleans, John Patrick Cody, und der Bischof von Lafayette, Maurice Schexnayder.
Als Weihbischof nahm Boudreaux an allen vier Sitzungsperioden des Zweiten Vatikanischen Konzils teil.
Papst Paul VI. ernannte Boudreaux am 4. Juni 1971 zum Bischof von Beaumont. Die Amtseinführung folgte am 25. August desselben Jahres.
Am 2. März 1977 wurde er von Papst Paul VI. zum ersten Bischof des mit gleichem Datum errichteten Bistums Houma-Thibodaux ernannt und am 5. Juni desselben Jahres in das Amt eingeführt.
In seiner Amtszeit sorgte er für die Reorganisation des katholischen Schulwesens, musste zum Ende seiner Amtszeit nach den Zerstörungen durch den Hurrikan Andrew aber auch die Schließung zweier Grundschulen hinnehmen. 1982 legte er den Grundstein für das Diözesanarchiv auf dem Campus der Nicholls State University in Thibodaux; Mitte der 1980er Jahre eröffnete er das diözesane Exerzitienzentrum. Zu den von ihm errichteten Pfarreien gehörten eine für die vietnamesischstämmigen Katholiken und zwei mit afroamerikanisch geprägter Spiritualität. Auf dem Gebiet der Kommunikation erschien 1981 die erste Ausgabe der Bistumszeitschrift Bayou Catholic Magazine. Ab 1987 verantwortete das Bistum ein eigenes Rundfunkprogramm in einer Mischung aus Eigenproduktionen und Übernahmen vom Catholic Television Network of America. 1986 erließ Boudreaux eine Richtlinie, mit der die bis dahin verbreitete Finanzierung der kirchlichen Tätigkeit durch Glücksspiele und Jahrmärkte beendet wurde.
Drei Wochen bevor Warren Louis Boudreaux die Altersgrenze von 75 Jahren erreichte, nahm Papst Johannes Paul II. am 29. Dezember 1992 seinen Rücktritt an.